# Casa Milà

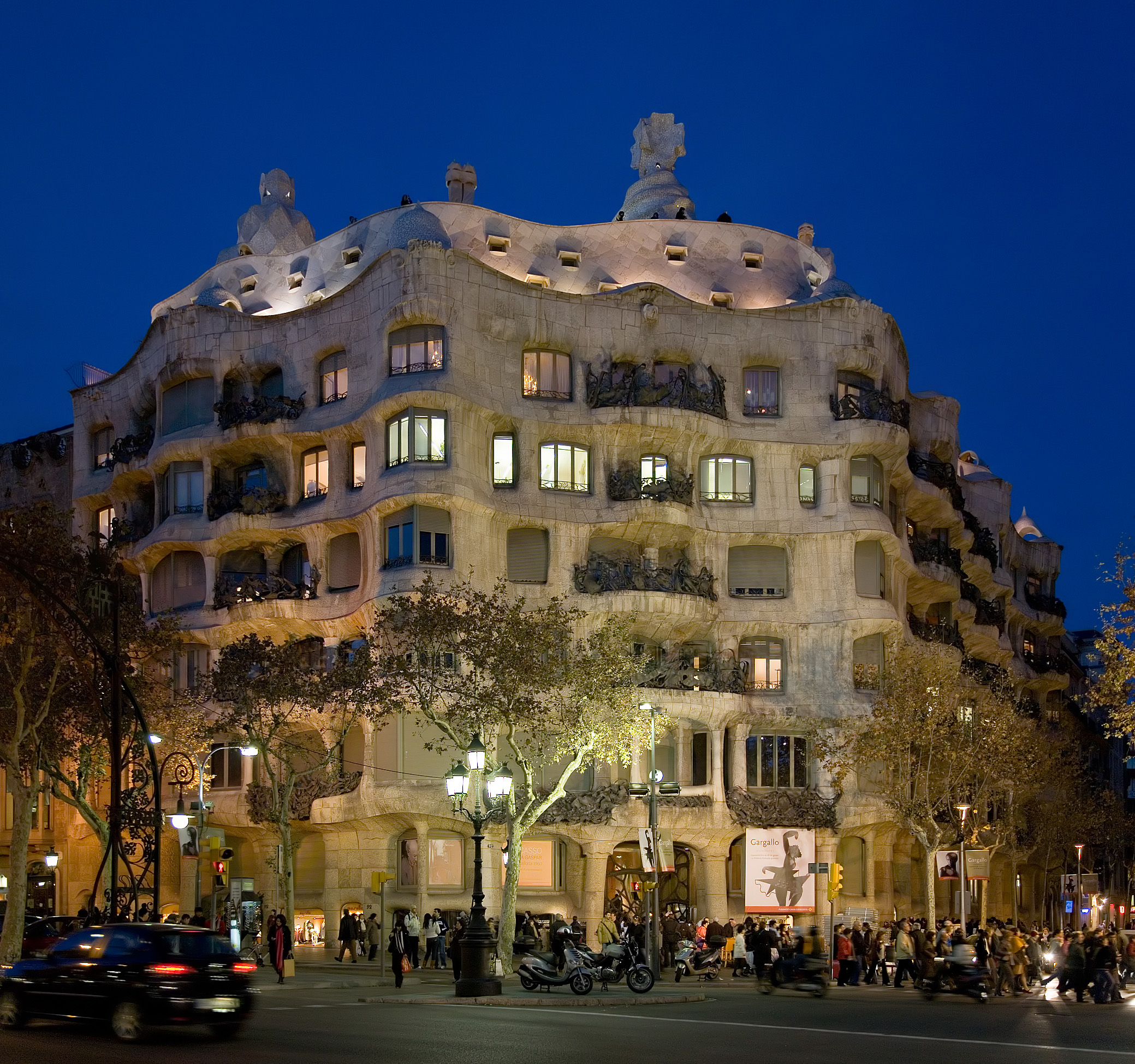
Casa Milà, Barcelona.

Casa Milà är en imposant byggnad i Barcelona, Spanien. Byggnaden är mer känd som La Pedrera (katalanska för ”stenbrottet”). Casa Milà är ritad av Antoni Gaudí och uppförd 1905–1910 (betraktades officiellt färdigställd 1912) och ligger på 92 Passeig de Gràcia i distriktet Eixample i Barcelona. Casa Milà var det första bostadshuset och den andra byggnaden över huvud taget i Barcelona att konstrueras med ett stålskelett.

## Byggnaden
Casa Milà betecknas ofta som Gaudís mest expressionistiska byggnad, men den uppvisar dock lokala, huvudsakligen katalanska, motiv. Byggnaden har i folkmun kallats La Pedrera (stenbrottet) på grund av den karakteristiska fasaden som helt saknar plana ytor. Den är konstruerad i betong och mursten. Casa Milà vilar på enkla pelare konstruerade i järn, tegel och sten. Dessa bär upp järnbalkar i vilka tak och golv är fästa med armering. Eftersom väggarna inte har någon bärande funktion kunde Gaudí placera dem var han ville, något han utnyttjade genom att vinkla och böja väggarna för att få olikformade rum.

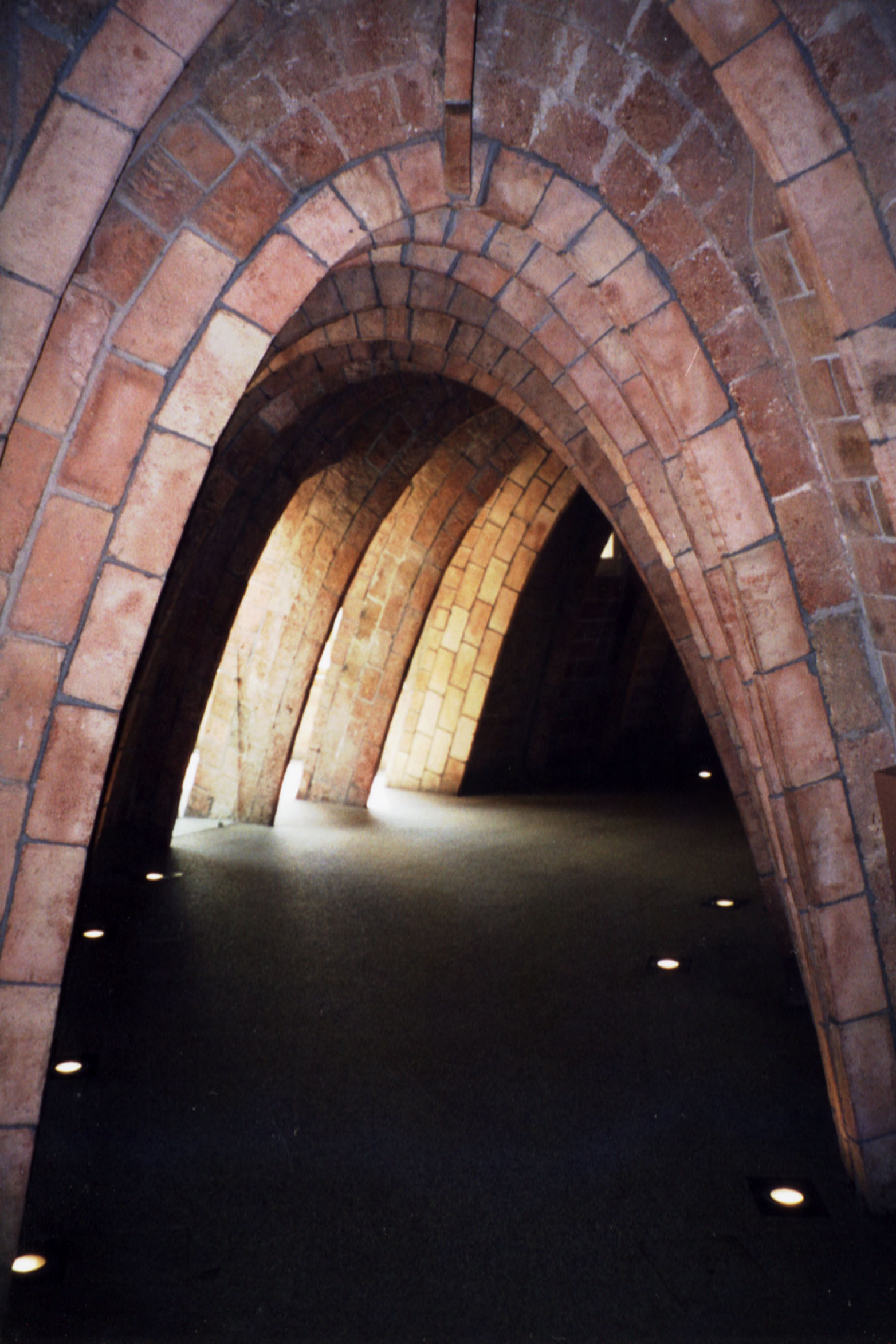
De berömda kedjebågarna i Gaudís Casa Milà.

Den karakteristiska fasaden som är byggnadens utmärkande drag är fäst i byggnadens stålskelett och har ingen bärande funktion alls, den bär inte ens sig själv. Under den långa konstruktionstiden som fasaden krävde hissades i genomsnitt varje stenblock 4 gånger upp och ner mellan verkstaden och dess plats i fasaden, detta krävdes för att lyckas få till de svepande linjer som fasaden har.
Byggnaden har två inre gårdar som ger lägenheterna ljus. På taket bildar en bisarr, men för Gaudí karakteristisk samling skorstenar, ventilationstrummor, trapphus med inbyggda vattenmagasin och spiror i spännande silhuetter. I Casa Milà ville Gaudí precis som i Casa Batlló undvika raka linjer, därför är mycket av husets tak och väggar böjda eller oregelbundet formade; det finns inte två rum i hela byggnaden som liknar varandra.

## Historia
Efter att Gaudí färdigställt Casa Batlló anlitades han av byggherren Pere Milà i Camps, som var vän med Batlló. Milà, som hade en stor tomt en bit högre upp på Passeig de Gràcia, anlitade Gaudí med förhoppningen att han skulle överträffa Casa Batlló. Gaudí fick i uppdrag att bygga Barcelonas mest spektakulära byggnad.
Casa Milà, som saknar bärande ytterväggar, bärs istället upp av en avancerad stålarmering, ritad av Josep Bayó i Font. Han var Gaudís ingenjör både vid Casa batlló och Casa Milá. Under bygget ägnade sig Gaudí och Bayó åt veckovis av avancerade matematiska beräkningar. När kedjebågarna (som alla har olika välvning på grund av väggens krökning) mellan kolonnerna på vindsvåningen skulle beräknas, använde Gaudí och Bayó upphängda kedjor, efter vilka stommen ritades upp.
Gaudí, som bland annat studerat medeltida arkitektur, funderade mycket kring de ramper som var vanliga i medeltida fästningar. 1905 kom han fram till att försöka bygga två ramper vilka skulle slingra sig upp i innergården. Tanken var att lägenhetsinnehavarna skulle kunna köra sina bilar ända fram till dörren. Ramperna byggdes dock aldrig, eftersom utrymmet de skulle kräva var för stort. Istället fick huset ett garage, vilket blev det första i Barcelona. I huset installerades en separat ingång åt tjänstefolket, så att de inte skulle besvära lägenhetsinnehavarna.